# アイスクリーム (お笑いコンビ)
アイスクリームは、勝山慎司（現：ムーディ勝山）と梶剛によるお笑いコンビ。吉本興業所属。2005年7月結成。2009年12月まで「勝山梶」というコンビ名で活動。2010年6月19日解散。
当初は大阪のbaseよしもとを拠点に活動していたが、2008年4月以降は東京を拠点地としていた。

## メンバー
勝山 慎司（かつやま しんじ、1980年6月11日 - ）ボケ担当。立ち位置は向かって左。
- 福岡県柳川市生まれ、滋賀県草津市育ち。身長172cm、体重56kg、血液型O型。大阪NSC23期生。
- 自称阿部寛似。
- 「ヨシモト∞」大阪二部に「DJ KATUYAMA」として出演している。
- 2006年ごろ、ソロ活動としてムード歌謡を歌う「ムーディ勝山」名義で活動。『ダウンタウンのガキの使いやあらへんで』（日本テレビ）に出演し、鉄板のネタ「右から左へ受け流すの歌」を披露して大ブレイク。
- その他、勝山が歴史上の貴族など、高貴なキャラクターになりきり、古風な言い回しで漫才を行うなどのネタがある。『爆笑スタイルチェンジ』（日本テレビ）にて「モノマネ芸」というお題を与えられた際に「高貴なキャラクターのモノマネ」という体裁でこのネタを用いるも、審査員の山田五郎からは「それはモノマネとは言わんぞ?」と冷静に批判されてしまった。
- しかし2007年の後半頃から芸風が飽きられ、仕事が激減し、いわゆる「一発屋」に急転直下。地方営業などの地道な活動に逆戻りした。
- コンビ解散後は正式にピン芸人「ムーディ勝山」となった。
- 2009年8月25日、ニュージーランド航空「ニュージーでつくろう、ニュー・ジブン。」 キャンペーンのイベントにおいてピンでの芸名を「ニュージー勝山」に改名すると宣言したが、これはあくまで同キャンペーン内のみでの設定であり、2010年5月5日の麒麟のよしもとオンラインで（ピンでの仕事）本人の口から「ムーディ勝山」と名乗っている。翌日の5月6日の『笑っていいとも』にゲスト出演した際、小梅太夫（現コウメ太夫）は改名の名前がフリップで表示されたが、ムーディ勝山はそのままだった。テレビ番組に出演する際は元売れっ子芸人として自虐的なトークを披露することがある。
- 一時、麒麟の二人から絶縁されていた梶と異なり、麒麟の二人とは仲が良く、努力を全くしない梶に対して、どんな仕事も必死に行い、再ブレイクを必死で目指す勝山の姿を絶賛していた（麒麟のオンラインより）。

梶 剛（かじ つよし、1981年3月28日 - ）ツッコミ担当。立ち位置は向かって右。
- 香川県三豊市高瀬町出身。身長173cm、体重60kg、血液型B型。大阪産業大学工学部卒業。大阪NSC22期生。
- 趣味は写真、旅行。
- 特技はカヌー。高校時代に全国大会で優勝したことがある。
- 以前はコンビ「大浦梶」として活動していた。
- ムーディ勝山に対して「メロディ梶」というキャラがあるが、周囲から禁止令を出されている。また、あらゆるパーティーグッズを身にまとった盛上男（もりあげお）というキャラも作っているが、いまいちキャラが定まっていないと麒麟から指摘され、陣内智則からはもりさげおと言われた。
- 一緒の境遇のレイザーラモンRG（相方のHGが先に売れた）とは仲がいい。
- コンビとして初の全国区の出演となった『ウンナン極限ネタバトル! ザ・イロモネア 笑わせたら100万円』（TBSテレビ）では、その場で駆け足で足踏みをして「加速していま〜す!」という一発ギャグを披露した（ただし、笑ったのは審査員5人中で1人だけだった）。
- また、『エンタの神様』（日本テレビ）では勝山のネタの直後に登場し、相方が売れた芸人のあるあるネタを披露した事がある。ちなみにその際勝山に「相方の名前は梶剛（かじつよし）。頭に『う』を付けると宇梶剛士（うかじつよし）。」と歌われていたが、宇梶剛士の読みは「うかじたかし」なのでこれは勝山の誤認である。
- 芸歴では梶が勝山の1つ先輩になるが、相方間・同学年ということもあり勝山は梶のことを「梶くん」と呼んでいる。
- 母親は隅田美保（元アジアン）に似ているので隅田を見るとホームシックにかかるらしい。
- ネゴシックスとの交友も深い。
- 石田明（NON STYLE）の家によく行くが、部屋の中で2人ばらばらなことをしている。
- 以前、麒麟のインターネット放送番組『麒麟のゲースイ』のコーナーで、東京ゲームショウのレポートがあまりにもひどかったため、ファミ通編集長である長田編集長から恨まれる。
- 先輩ながら非常に優しく腰の低い（ハイキングウォーキング）に共感し、Q太郎ファミリー入りした（松田洋昌（ハイキングウォーキング）のブログより）。しかし、若手時代から散々公私ともにお世話になった麒麟の2人に対し誘いを軽い返事で断るなど、そっけない態度を取った結果、2人から絶縁されていたが、現在は仲直りし、年に数回麒麟の2人や芸人仲間と香川に遊びにきたり、東京で一緒に飲みに行ったりしている。
- 2012年より「梶つよし」に改名。香川出身ということもあり、あなたの街に住みますプロジェクトの二代目「香川住みます芸人」となり、活動拠点を香川に移動。情報番組『シアワセ気分!』（西日本放送テレビ）にレギュラー出演するなど、多数のレギュラー番組を持っており、ローカルながらコンビ時代よりメディア露出が格段に増えている。
- 丸亀市文化観光大使に就任し、丸亀市の伝統文化であるうちわ職人に弟子入りして修行を行っている。
- タウン誌『NICE TOWN』で香川の名産や特産などを紹介する連載を持っている。
- 出身高校の同級生にはうどん県副知事の要潤がおり、番組の企画で突撃取材したことがある。
- 実家がクレーン会社であることもラジオ番組でよく語られている。

## ネタ
主に漫才。勝山が提案した状況を実践しながらボケて難解な言葉の練習など、梶のツッコミをウケながらも話を続けていくパターンが多い。漫才でもムーディ勝山としてのネタを歌い、梶の漫才をやろうと言う指摘を無視して歌い続けるパターンが多く『エンタの神様』（日本テレビ）などでもこのパターンを行った。

## エピソード
フットボールアワーのよしもとオンラインにて、M-1グランプリ2009で2回戦落ちになったことを悔やみ、番組内で先輩のフットボールアワーに相談。後藤輝基（フットボールアワー）から「勝山梶ではムーディのイメージが強すぎる」と言われ、視聴者からも「改名したほうがいい」との意見を受け改名を決意。2009年12月17日に「アイスクリーム」に改名したものの、解散はその約半年後だった。ちなみに改名したその日に舞台でネタを披露したが舞台裏で見ていた藤本敏史（FUJIWARA）曰く、客席は「アイスクリームだけに冷え切っていた」という。
勝山が「ムーディ勝山」でピン芸人として売れてしまったが、勝山自身はコンビとして売れたがっていたようであり、ムーディでの出演時でも「私がコンビで活動している勝山梶もよろしくお願いします」と発言したり、自身のネタ披露に梶を呼ぶなど、相方の売り込みを積極的に行っていたが勝山は『アメトーーク』（テレビ朝日）にて「ダメな相方へのフォローが原因でピンでの仕事も減ってしまった」と断言するなど相方への愛想を尽かし、最終的にコンビを解散する。『しくじり先生  俺みたいになるな!!』（テレビ朝日）で語られたエピソードによればブレイクするきっかけとなった『さんまのまんま』（フジテレビ）で結果を残しただけで天狗になり、ブレイク後も先輩であるはずの梶のことを「寄生虫」と呼ぶなどその頃からコンビ仲は冷え切っていた。当時、勝山は梶に暴言を吐き続けたが梶は誰にも言わずそのことが後輩などに広がることはなかった。
皮肉にもコンビ解散後は上記のように梶の方が売れた。勝山曰く梶は「香川の宮根誠司」とのこと。
後々二人の関係は修復され2014年10月18日、1日限定で復活ライブを梶の地元の香川県の丸亀城大手門ステージで開催。
現在では勝山もローカルでの仕事を多数持つようになり、二人とも地方の売れっ子芸人となっている。

## 受賞歴等
- 2007年 第8回笑わん会優秀賞
- 2007年 第7回M-1グランプリ準決勝進出
- 2008年 第29回ABCお笑い新人グランプリ新人賞
- 2008年 第8回M-1グランプリ3回戦敗退
- 2009年 第9回M-1グランプリ2回戦敗退

## 出演情報

### コンビ時代
- ウンナン極限ネタバトル! ザ・イロモネア 笑わせたら100万円SP（TBSテレビ系） 2度出演
- よしもとサンサンTV（サンテレビジョン）
- オールザッツ漫才（毎日放送）
- エンタの神様（日本テレビ系） コンビとして2度出演・ネタ前の紹介はピンの出演時と同じ「ムーディ勝山」扱い
- "笑"たいむ (2008・2009)（NHK BS2）
- 爆笑ピンクカーペット（フジテレビ）　キャッチコピーは「コンビで登場」
- 爆笑レッドカーペット（フジテレビ）　（勝山梶名義で登場）キャッチコピーは「元々コンビでやってます」

### 梶の現在の出演番組

#### テレビ
- シアワセ気分! - MC（西日本放送テレビ）
- ミルンへカモン! なんしょん?（岡山放送）
- Re:SETO(リセット)　(岡山放送)

#### ラジオ
- みんな参加型ラジオ「ここを、こう」（西日本放送ラジオ） - メインパーソナリティ
- なぜ?なに?ナース　-(西日本放送ラジオ)、パーソナリティ

### テレビドラマ
- テレビせとうち開局30周年記念ドラマ「がんばれ!ホワイトピーチーズ」（2015年12月20日、テレビせとうち） - 勝山と梶の2人とも出演[3]